# Uranofaan
Het mineraal uranofaan is een calcium-uranium-neosilicaat, een verbinding van een neosilicaation met calcium en uranium met de molecuulformule CaH2(SiO4)2(UO2)·5(H2O). Het mineraal is een nesosilicaat en is gehydrateerd. De naam is afgeleid van het element uranium en het Griekse φανειν, phanein, dat schijnen betekent.
Het is doorzichtig tot doorschijnend lichtgeel, geel of geeloranje, heeft een glasglans en een geelwitte streepkleur. De splijting van het mineraal is perfect volgens het kristalvlak [100] en het heeft een monoklien kristalstelsel. Uranofaan heeft een massadichtheid van 3,9 kg/l, de hardheid is 2,5 en het mineraal is zeer sterk radioactief. De gamma ray waarde volgens het American Petroleum Institute is 3,21 × 109. Daarmee is het een van de meest radioactieve silicaten.
Het mineraal wordt als verweringsproduct van gummiet gevormd. De typelocatie is Oberpfalz in het oosten van Beieren in Duitsland, maar het mineraal wordt ook onder andere in de deelstaat Minas Gerais in Brazilië en in Bancroft in Canada gevonden.